# Notoxus monoceros monoceros
Notoxus monoceros monoceros é uma subespécie de insetos coleópteros polífagos pertencente à família Anthicidae.
A autoridade científica da subespécie é Linnaeus, tendo sido descrita no ano de 1760.
Trata-se de uma subespécie presente no território português.